# Nils Sjøberg
Nils Sjøberg (født 4. august 1960 i Hedehusene) er en dansk politiker, som var midlertidigt medlem af Folketinget for Radikale Venstre i 11 måneder i 2019-2020 som stedfortræder for Lotte Rod.

## Baggrund
Nils Sjøberg, født 4. august 1960 i Hedehusene som søn af John Sjøberg og Anne Neergaard.
Han er bachelor i teologi og religionshistorie fra Københavns Universitet, har en journalistisk tillægsuddannelse fra Danmarks Medie- og Journalisthøjskole, er uddannet folkeskolelærer og cand.pæd. fra Danmarks Pædagogiske Universitetsskole (DPU). 
Han har i sin karriere beskæftiget sig med ledelse og medier, bl.a. som underviser på Aarhus Journalisthøjskole, ekstern lektor på Roskilde Universitet og Syddansk Universitet, kursusholder for Djøf, ejer af fagmedier og redaktør på Magasinet Sundhed.
Nils Sjøberg er gift med Else Høgh, der er sundhedsplejerske, og de er forældre til Anders og Jakob Sjøberg.

## Karriere
Nils Sjøberg sad i Radikale Venstres hovedbestyrelse af flere omgange mellem 1991 og 2019. 
Ved Folketingsvalget 2019 fik han 1411 personlige stemmer. Han gik til valg på mærkesager om bl.a. dansk-tysk samarbejde, rent drikkevand, bedre psykiatri og udvikling af infrastrukturen i Syd- og Sønderjylland.
Han opnåede hermed en stedfortræderplads i Folketinget, da han opnåede valg som 1. suppleant, og da folketingsmedlem Lotte Rod kort inde i folketingsperioden gik på barsel. Han var under sin tid i Folketinget ældreordfører og forebyggelsesordfører for Radikale Venstre samt medlem af Europaudvalget og Nordisk Råd. 
Nils Sjøbergs arbejde som ordfører på forrebyggelses- og ældreområdet omfattede bl.a. ældres værdighed og bekæmpelse af ensomhed, samt anerkendelse af ansatte i plejesektoren og deres arbejdsvilkår.

## Anden virke
I 2008 tog han initiativ til og var redaktør af debatbogen "Tilbage Til Rødderne" om Radikale Venstres værdier. Han er også medforfatter til bogen "Integration og Demokrati".